# Vimy
Vimy è un comune francese di 4 494 abitanti situato nel dipartimento del Passo di Calais nella regione dell'Alta Francia.
Nei pressi del paese si svolse durante la prima guerra mondiale la battaglia del crinale di Vimy

## Società

### Evoluzione demografica
Abitanti censiti